# Philodoria floscula
Philodoria floscula là một loài loài bướm thuộc họ Gracillariidae. Đây là loài đặc hữu của Molokai, Maui và Hawaii.
Ấu trùng ăn các loài Pipturus. Có khả năng chúng ăn lá cây nơi chúng sống.